# 黄敬
黄敬（1912年—1958年2月10日），原名俞启威，又名俞大卫，俞明震之孙，浙江绍兴人。中国共产党高层领导人之一，是中华人民共和国首任天津市市長。
黄敬早年投身学生运动，加入中国共产党。1935年，考入北京大学数学系，与姚依林等领导了一二·九运动。抗日战争期间，进入中共根据地，担任中共冀中区委书记、中共中央平原分局书记。第二次国共内战期间，担任晋察冀边区财经办事处主任、华北人民政府公营企业部部长等。中华人民共和国成立后，先后担任中共天津市委书记兼天津市市长、中华人民共和国第一机械工业部部长、国家技术委员会主任等职。早年曾与毛泽东第4任妻子江青同居，为其入党介绍人。
其子俞正声同样是政治人物，曾担任第十八届中共中央政治局常委、十二届全国政协主席，中共上海市委书记等职务。

## 生平

### 早年经历

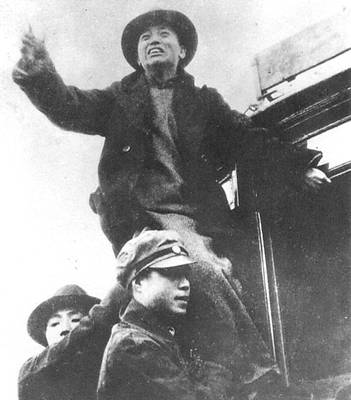
一二·九运动中，黄敬在北平天桥地区电车上演讲

黄敬是俞大纯第三个儿子，生于北京，幼年随母住在南京家中。1924年开始，就读于天津南开中学、汇文中学。1930年在上海参加南国社左翼演剧运动。1931年至1933年，就读于国立山东大学物理系。1931年九一八事变后，领导国立山东大学的学生罢课，抢占火车，去南京向国民政府请愿。并组建“海鸥剧社”，演出“进步话剧”。1932年加入中国共产党，任国立山东大学地下党支部书记。同年，被姐姐俞珊介绍给李云鹤（江青），两人开始同居。
1933年，俞启威任中共青岛市委宣传部部长，并介绍江青加入中国共产党。同年夏被出卖，江青逃往上海，俞启威则被捕入狱，不久后在中共地下党组织的运作下被释放，到上海治病。1935年到北平，再次同江青同居，与姚依林等领导了一二·九运动。1936年初，参与组建中华民族解放先锋队。曾任北平学联党团成员，同年4月任中共北平市委宣传部部长、学委书记，到上海参与筹建全国学生救国联合会和全国各界救国联合会。1937年2月，任中共北平市委书记。5月前往延安，参加中共全国代表会议和白区工作会议。

### 抗日战争与第二次国共内战期间
1937年抗日战争爆发后，黄敬即离开北平到天津、济南、太原等地。后任中共晋察冀区委员会书记。1938年春，任冀中区党委书记，同吕正操、程子华等率部队、民众展开敌后战争，并组织反掃蕩战役。1942年秋，调任中共冀鲁豫区党委书记，后任中共中央平原分局书记、冀鲁豫军区政委。1944年冬，赴延安治疗休养，参加了中共七大。
第二次国共内战期间，黄敬担任晋察冀边区财经办事处主任，晋察冀中央分局副书记兼晋察冀军区副政委。1948年夏任中共中央华北局委员、华北军区后勤司令部政委，华北人民政府公营企业部部长，并负责中国人民解放军华北军区部队的后勤保障工作。

### 中华人民共和国成立后
1949年1月15日，天津被中国人民解放军佔領后，他被任命为天津市军事管制委员会副主任、天津市市长，兼任中共天津市委书记。根据解放军《后勤文艺》编辑刘标玖所述，黄敬在任期间，天津生产的恢复和发展非常迅速，到1949年底，公营工业的生产就已经超过了国民政府统治时期和日本占领时期的最高水平；私营企业发展速度虽较公营工业为慢，但也恢复到国民政府统治时期的水平。
1951年，毛泽东发动三反五反运动，在对天津的经济状况造成巨大冲击的同时，也导致黄敬的下属刘青山、张子善因贪污罪被捕。黄敬通过薄一波为刘、张二人求情，被毛泽东拒绝，刘张二人被迅速枪决。深感惶恐的黄敬辞去了天津市委书记的职务，此后被调任中央人民政府政务院任第一机械工业部部长。1956年9月，在中共八大上被选为中央委员。1957年任国务院科学规划委员会副主任，国家技术委员会主任兼第一机械工业部部长。1958年1月11日至22日，中共中央召开南宁会议，黄敬参加会议之后，坐飞机从南宁飞往广州。在這次會議上，毛澤東公報私仇，怒斥：「這不是俞啟威嗎？你是個老右傾分子。過去不成才，現在還是不成才。你要老實坦白你的問題！」
遭到毛澤東批評後，黄敬當場就精神崩潰，散會後精神状况也未好转。在同李富春、习仲勋一同搭飞机前往广州时（此时黄敬已经因精神问题预定需入院治疗），黄敬突然再次发作，向同机的李富春磕头乞命。飞机抵达广州后，陶铸派人急送黄敬到广州军区总医院治疗。1958年2月10日，黃敬在廣東迎賓館新二號樓跳樓身亡。中央迅速宣布黃敬因积劳成疾在广州病逝，并決定黃的遺體在廣州火化。時廣州公墓尚無合適的火化設備，在接到中央指示後，廣州當局迅速建造火化爐，完成黃敬遺體的火化工作。董必武、李富春等，參加了黃敬遺體送別儀式。

## 家庭与个人生活
黄敬出自著名世家山阴俞氏，不但名人眾多，還跟許多知名的家族結為姻親。父親俞大純曾任交通部隴海鐵路局局長。堂叔俞大維，曾任中華民國交通部部長、中華民國國防部部長。堂弟俞揚和，娶中華民國總統蔣經國的女兒蔣孝章為妻。
1932年，在山东大学求学期间，20岁的俞启威与在国立山东大学图书馆工作的18岁的李云鹤（江青）同居，并介绍她加入中国共产党。1933年黄敬被捕，江青去上海加入演艺界，先后改嫁唐纳、章泯、毛澤東。1939年，黄敬在冀中根据地与范瑾结婚。范瑾原名许勉文，叔祖父为许寿裳，舅父为范文澜。黄敬与范瑾育有三子二女：
- 俞强声，1940年生，原北京市公安局官员，改革开放后，任北京市国家安全局处长，中华人民共和国国家安全部北美情报司司长、外事局主任，出卖了金无怠等下线。于1986年借口返乡探亲后行踪不明，后被发现已投奔美国。
- 俞敏声，1944年1月生，中华人民共和国经济学家、官员，原全国人大常委会法制委员会委员、中共人大法工委研究室主任。
- 俞正声，1945年4月生，第十八届中共中央政治局常委、第十二届全国政协主席。与邓小平家族、江泽民关系亲密。于2018年退休[13]。
- 俞慧声，文革中自杀[14]。
- 俞慈声，北京市经济和信息化委员会党组成员、副主任。2001年把微软踢出北京市政府采购，导致基辛格给北京市市委书记写信施压。2011年被免去职务，保留职称。